# Europees kampioenschap volleybal vrouwen
Het Europees kampioenschap volleybal voor vrouwen is het tweejaarlijks continentaal kampioenschap voor landenteams. Het toernooi wordt georganiseerd door de Confédération Européenne de Volleyball en werd voor het eerst in 1949 gehouden.

## Geschiedenis
De eerste editie van het EK voor vrouwen vond plaats in 1949 in Tsjecho-Slowakije. De Sovjet-Unie werd de eerste Europese kampioen, een scenario dat zich de komende decennia meermaals herhaalde. Dertien keer gingen de Sovjets met de Europese titel aan de haal, waardoor ze meer dan twintig jaar na het uiteenvallen van het land nog steeds onbedreigd aan de leiding gaan in het eeuwige landenklassement.

## Erelijst
| Jaar | Locatie                                 |  | Goud              | Zilver            | Brons             |
| ---- | --------------------------------------- |  | ----------------- | ----------------- | ----------------- |
| 2023 | België, Italië Estland, Duitsland       |  | Turkije           | Servië            | Nederland         |
| 2021 | Bulgarije, Griekenland Roemenië, Servië |  | Italië            | Servië            | Turkije           |
| 2019 | Hongarije, Polen Tsjechië, Turkije      |  | Servië            | Turkije           | Italië            |
| 2017 | Azerbeidzjan Georgië                    |  | Servië            | Nederland         | Turkije           |
| 2015 | België Nederland                        |  | Rusland           | Nederland         | Servië            |
| 2013 | Duitsland Zwitserland                   |  | Rusland           | Duitsland         | België            |
| 2011 | Italië Servië                           |  | Servië            | Duitsland         | Turkije           |
| 2009 | Polen                                   |  | Italië            | Nederland         | Polen             |
| 2007 | België Luxemburg                        |  | Italië            | Servië            | Rusland           |
| 2005 | Kroatië                                 |  | Polen             | Italië            | Rusland           |
| 2003 | Turkije                                 |  | Polen             | Turkije           | Duitsland         |
| 2001 | Bulgarije                               |  | Rusland           | Italië            | Bulgarije         |
| 1999 | Italië                                  |  | Rusland           | Kroatië           | Italië            |
| 1997 | Tsjechië                                |  | Rusland           | Kroatië           | Tsjechië          |
| 1995 | Nederland                               |  | Nederland         | Kroatië           | Rusland           |
| 1993 | Tsjechië                                |  | Rusland           | Tsjechië          | Oekraïne          |
| 1991 | Italië                                  |  | Sovjet-Unie       | Nederland         | Duitsland         |
| 1989 | West-Duitsland                          |  | Sovjet-Unie       | Oost-Duitsland    | Italië            |
| 1987 | België                                  |  | Oost-Duitsland    | Sovjet-Unie       | Tsjecho-Slowakije |
| 1985 | Nederland                               |  | Sovjet-Unie       | Oost-Duitsland    | Nederland         |
| 1983 | Oost-Duitsland                          |  | Oost-Duitsland    | Sovjet-Unie       | Hongarije         |
| 1981 | Bulgarije                               |  | Bulgarije         | Sovjet-Unie       | Hongarije         |
| 1979 | Frankrijk                               |  | Sovjet-Unie       | Oost-Duitsland    | Bulgarije         |
| 1977 | Finland                                 |  | Sovjet-Unie       | Oost-Duitsland    | Hongarije         |
| 1975 | Joegoslavië                             |  | Sovjet-Unie       | Hongarije         | Oost-Duitsland    |
| 1971 | Italië                                  |  | Sovjet-Unie       | Tsjecho-Slowakije | Polen             |
| 1967 | Turkije                                 |  | Sovjet-Unie       | Polen             | Tsjecho-Slowakije |
| 1963 | Roemenië                                |  | Sovjet-Unie       | Polen             | Roemenië          |
| 1958 | Tsjecho-Slowakije                       |  | Sovjet-Unie       | Tsjecho-Slowakije | Polen             |
| 1955 | Roemenië                                |  | Tsjecho-Slowakije | Sovjet-Unie       | Polen             |
| 1951 | Frankrijk                               |  | Sovjet-Unie       | Polen             | Joegoslavië       |
| 1950 | Bulgarije                               |  | Sovjet-Unie       | Polen             | Tsjecho-Slowakije |
| 1949 | Tsjecho-Slowakije                       |  | Sovjet-Unie       | Tsjecho-Slowakije | Polen             |

## Medaillespiegel
| Plaats | Land              | Goud | Zilver | Brons | Totaal |
| 1      | Sovjet-Unie       | 13   | 4      | 0     | 17     |
| 2      | Rusland           | 6    | 0      | 3     | 9      |
| 3      | Servië            | 3    | 3      | 1     | 7      |
| 4      | Italië            | 3    | 2      | 3     | 8      |
| 5      | Polen             | 2    | 4      | 5     | 11     |
| 6      | Oost-Duitsland    | 2    | 4      | 1     | 7      |
| 7      | Nederland         | 1    | 4      | 2     | 7      |
| 8      | Tsjecho-Slowakije | 1    | 3      | 3     | 7      |
| 9      | Turkije           | 1    | 2      | 3     | 6      |
| 10     | Bulgarije         | 1    | 0      | 2     | 3      |
| 11     | Kroatië           | 0    | 3      | 0     | 3      |
| 12     | Duitsland         | 0    | 2      | 2     | 4      |
| 13     | Hongarije         | 0    | 1      | 3     | 4      |
| 14     | Tsjechië          | 0    | 1      | 1     | 2      |
| 15     | België            | 0    | 0      | 1     | 1      |
| 15     | Joegoslavië       | 0    | 0      | 1     | 1      |
| 15     | Oekraïne          | 0    | 0      | 1     | 1      |
| 15     | Roemenië          | 0    | 0      | 1     | 1      |
| Totaal | Totaal            | 33   | 33     | 33    | 99     |